# Февруари (филм)
Февруари (френско заглавие: Février) е български игрален арт филм от 2020 година на режисьора Камен Калев. Филмът е част от официалната селекция на кинофестивала в Кан през 2020 година.

## Сюжет
Филмът разкрива части от живота на главния герой – Петър Шатъров и е разделен на 3 части. Първата го показва като 8 годишен, втората по време на военната му служба като 18 годишен и третата като 82 годишен старец.

## В ролите
- Лъчезар Димитров – Петър на 8 години
- Кольо Добрев – Петър на 18 години
- Иван Налбантов – Петър на 82 години
- Милко Лазаров – военен капитан
- Алексия Георгиева – Куна
- Христо Димитров-Хиндо – дядото на Петър